# My Last
My Last è un singolo del rapper Big Sean in collaborazione con il cantante statunitense Chris Brown. Il brano è di tipo R&B e contiene anche influenze di hip hop. La canzone ha raggiunto la posizione numero 30 della Billboard Hot 100, nonché la quarta della classifica R&B e la vetta di quella rap.

## Classifiche

### Classifiche settimanali
| Classifica (2011)        | Posizione massima |
| ------------------------ | ----------------- |
| Stati Uniti              | 30                |
| US Digital Song Sales    | 56                |
| US Heatseekers Songs     | 1                 |
| US Hot Rap Songs         | 1                 |
| US Hot R&B/Hip-Hop Songs | 4                 |
| US Pop Songs             | 40                |
| US Radio Songs           | 13                |
| US R&B/Hip-Hop Airplay   | 4                 |
| US Rhythmic Songs        | 4                 |

### Classifiche di fine anno
| Classifica (2011)        | Posizione massima |
| ------------------------ | ----------------- |
| Stati Uniti              | 100               |
| US Hot R&B/Hip-Hop Songs | 7                 |
| US Radio Songs           | 60                |
| US Rap Airplay Songs     | 5                 |